# Eilif Sylwan
Eilif Christian Sylwan, född 25 maj 1884 i Kristianstads garnisonsförsamling, död 4 februari 1972 i Lunds Allhelgonaförsamling, Malmöhus län, var en svensk sekreterare och politiker (högern).
Sylwan var sekreterare i Skånes handelskammare och riksdagsledamot i första kammaren från 1937, invald i Malmöhus läns valkrets.